# Wilson Sporting Goods
Wilson Sporting Goods Company è un'azienda multinazionale statunitense produttrice di articoli sportivi, dal 1989 di proprietà del gruppo finlandese Amer Sports insieme ai marchi Salomon, Atomic, Peak Performance, Arc'teryx. Si distingue soprattutto nel campo tennistico, in quanto fornisce racchette, borse, ecc. a giocatori ATP quali Roger Federer, Juan Martín del Potro, Stefanos Tsitsipas e a giocatori WTA come Serena Williams e Venus Williams. La ditta produce attrezzature per molti sport, tra i quali il Badminton, Baseball, Pallacanestro, Softball, Football americano, Golf, Racquetball, Calcio, Squash, Tennis, Padel e Pallavolo.
Nel film Cast Away di Robert Zemeckis (Stati Uniti, 2000), Wilson diventa il nome del pallone che sarà l'unica compagnia per Chuck Noland (Tom Hanks) sull'isola deserta su cui ha fatto naufragio. Viene chiamato Wilson proprio in onore dell'azienda produttrice. Anche nella prima scena del film Behind Enemy Lines - Dietro le linee nemiche del 2001 il ten. Chris Burnett (Owen Wilson) chiama il suo pallone da Football americano "Wilson".
Dal 2021 produce palloni ufficiali per l'NBA, dopo l'uscita di Spalding

## Storia
La Wilson non iniziò subito la sua attività in campo sportivo. Infatti, originariamente, era stata creata nel 1913 per trovare modi di utilizzare sottoprodotti di macelli di carne della società Sulzberger e Schwarzchild, che in quell'epoca era la società madre della Wilson. Poi, nel 1914, si è dedicata alla produzione di racchette, corde, corde di violino e suture chirurgiche. Il presidente Thomas E. Wilson, eletto nel 1915, cambiò strada e, da quel momento, la società si dedicò alla fabbricazione di articoli sportivi.
Dal 1941 la Wilson è fornitore ufficiale dei palloni da football americano per la NFL chiamati "The Duke" in onore di Wellington Mara.

## Racchette e altri accessori
Wilson produce diversi tipi di racchette, ma quelle più utilizzate sono state contraddistinte dal marchio K Factor. Di questo marchio fanno parte le Six One utilizzate da Roger Federer e Juan Martín del Potro e le K Blade utilizzate da Serena Williams e Venus Williams.
Le racchette appartenenti alla serie K Factor, sono state interamente sostituite nei primi mesi del 2010 con la nuova serie BLX.
La suddetta, presenta l'utilizzo di una percentuale di basalto nel telaio.
Oltre a racchette, Wilson produce anche borse, scarpe, palline da gioco ecc.
È inoltre fornitore ufficiale delle palline da gioco di tornei come Australian Open e US Open.

## Testimonial

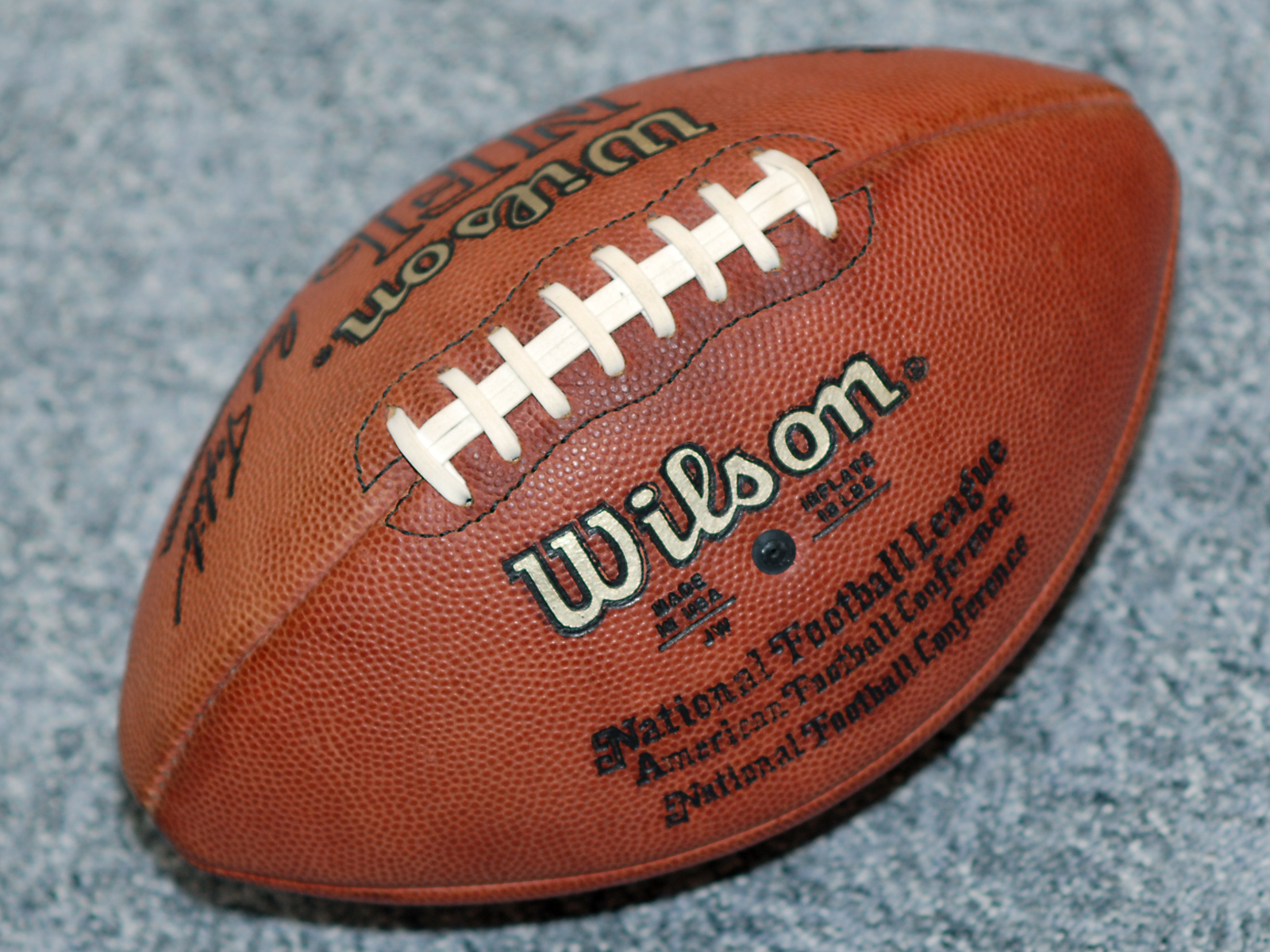
Un pallone usato per il Football americano prodotto dalla Wilson

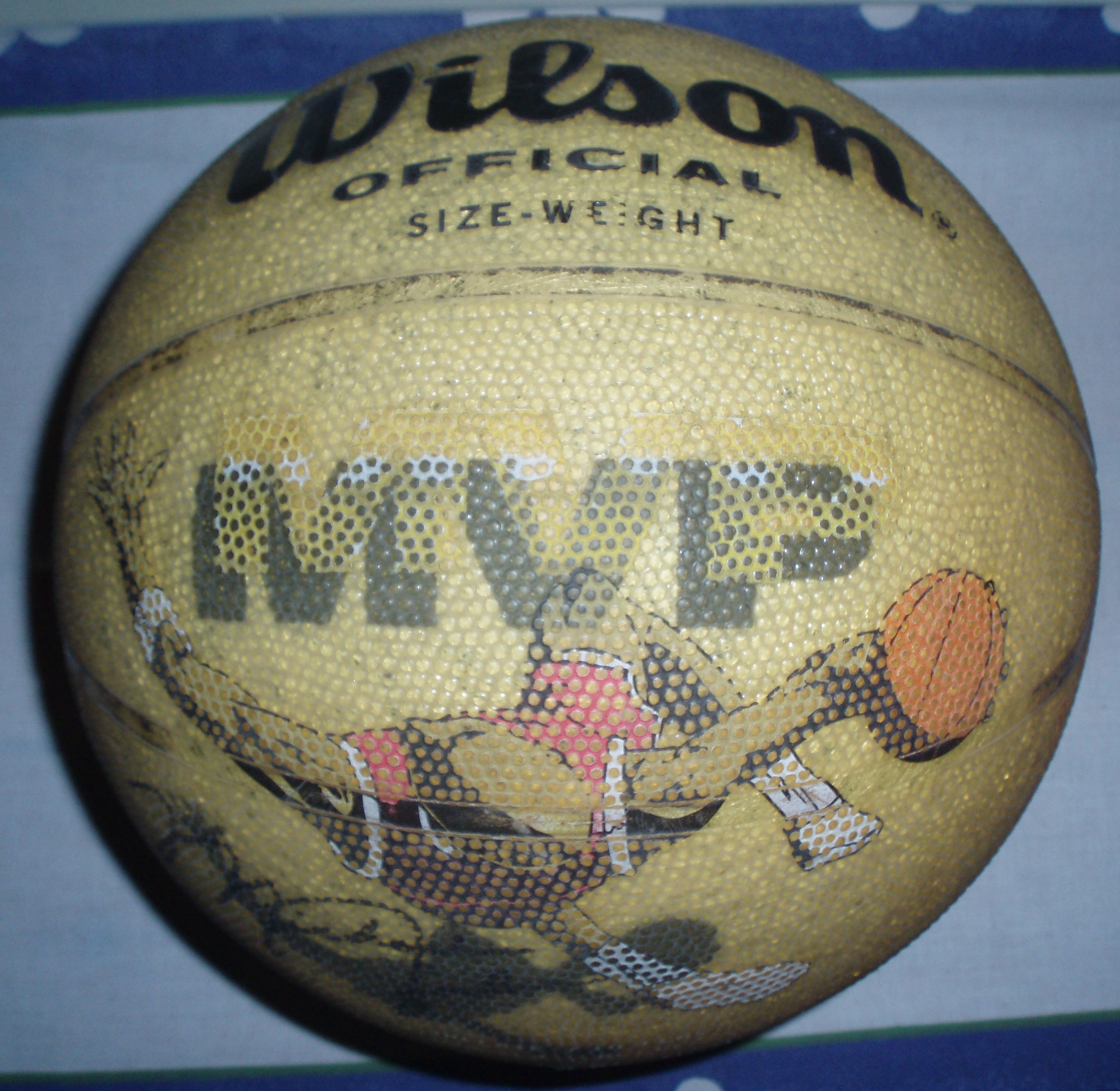
Un pallone usato per la Pallacanestro prodotto dalla Wilson

ATP
- Mardy Fish
- Philipp Kohlschreiber
- Feliciano López
- Kei Nishikori
- Dmitrij Tursunov
- Frank Dancevic
- Flavio Cipolla
- Paul-Henri Mathieu
- Pete Sampras
- Nicolas Kiefer
- Jesse Witten
- Marco Chiudinelli
- Philipp Petzschner
- Andreas Beck
- Igor' Kunicyn
- Jarkko Nieminen
- Florent Serra
- Thomaz Bellucci
- Tejmuraz Gabašvili
- Robert Kendrick
- Óscar Hernández
- Björn Phau
- Chris Guccione
- Steve Darcis
- Grigor Dimitrov
- David Goffin
- Milos Raonic
- Roberto Bautista Agut
- Alexandr Dolgopolov
- João Sousa
- Gilles Müller
- Vasek Pospisil
- Nicolas Mahut
- Dušan Lajović

WTA
- Serena Williams
- Petra Kvitová
- Venus Williams
- Flavia Pennetta
- Ágnes Szávay
- Al'ona Bondarenko
- Iveta Benešová
- Alberta Brianti
- Carla Suárez Navarro
- Simona Halep
- Lucie Šafářová
- Elina Svitolina
- Madison Keys
- Kristina Mladenovic
- Andrea Petković
- Barbora Strýcová